# Hans Eichel

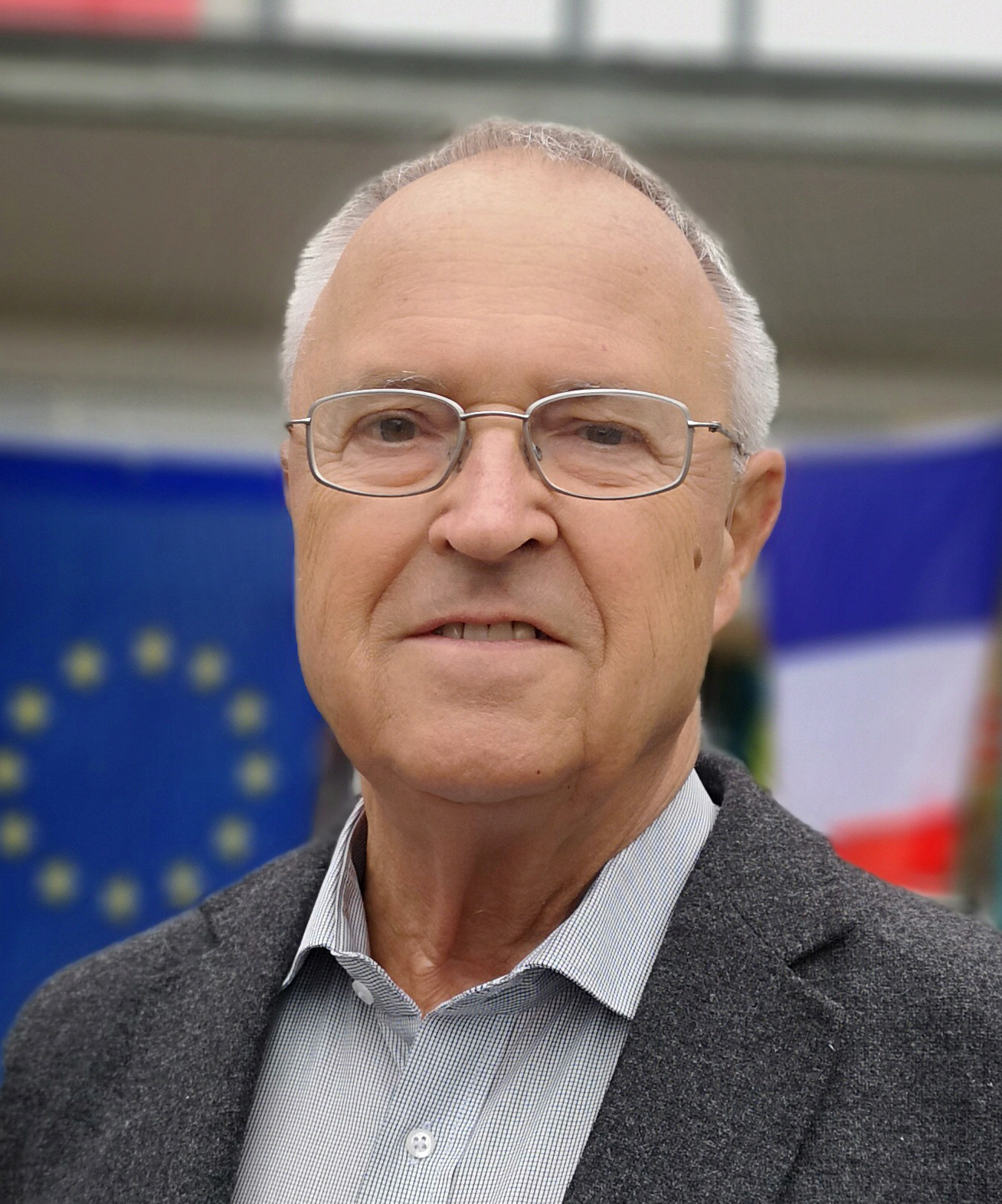
Hans Eichel (2018)

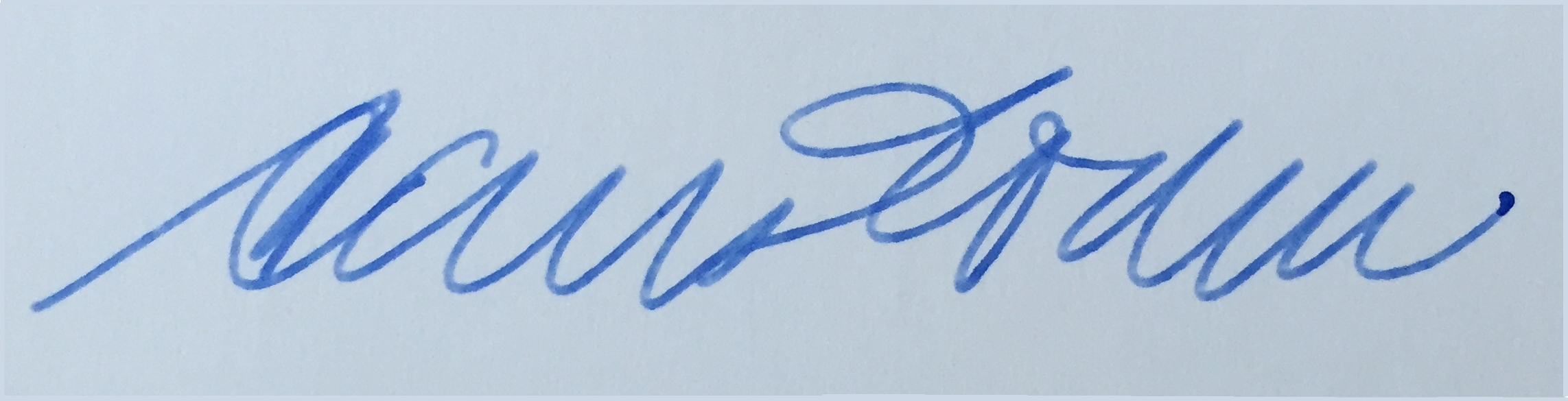
Autogramm Hans Eichels

Hans Carl Heinrich Eichel (* 24. Dezember 1941 in Kassel) ist ein deutscher Politiker (SPD). Er war von 1975 bis 1991 Oberbürgermeister von Kassel, von 1991 bis 1999 Ministerpräsident des Landes Hessen, vom 1. November 1998 bis 23. April 1999 Bundesratspräsident und von 1999 bis 2005 Bundesminister der Finanzen.

## Leben und Beruf
Hans Eichel wurde als Sohn des Architekten Rudolf Eichel 1941 in Kassel geboren. Nach dem Abitur am Kasseler Wilhelmsgymnasium im Jahr 1961 begann Eichel ein Studium der Germanistik, Philosophie, Politikwissenschaft, Geschichte und Erziehungswissenschaften an der Universität Marburg und der Freien Universität Berlin, welches er 1968 mit dem ersten und 1970 mit dem zweiten Staatsexamen für das Lehramt an Gymnasien abschloss. Er war dann bis 1975 als Studienrat in Kassel – ebenfalls am Wilhelmsgymnasium in Kassel – tätig.
Eichel leitet den Politischen Club der Evangelischen Akademie Tutzing und war bis Ende August 2020 Aufsichtsratsmitglied bei der WMP Eurocom. Seit dem 27. August 2012 hat Eichel zudem den Vorsitz des Gesellschaftsbeirats der LeihDeinerStadtGeld GmbH inne.
Eichel ist seit Juli 2005 in zweiter Ehe mit Gabriela Wolff-Eichel, geb. Wolff, verheiratet. Aus der ersten Ehe (1983–1999) hat er zwei Kinder.
Ende Dezember 2013 erlitt Hans Eichel einen Schlaganfall, verursacht durch eine schwere Verletzung mit zwei gebrochenen Halswirbeln, die sich Eichel kurz zuvor bei einem Treppensturz zugezogen hatte. Einer Halsoperation schloss sich der Aufenthalt in einer Reha-Klinik an.

## Partei

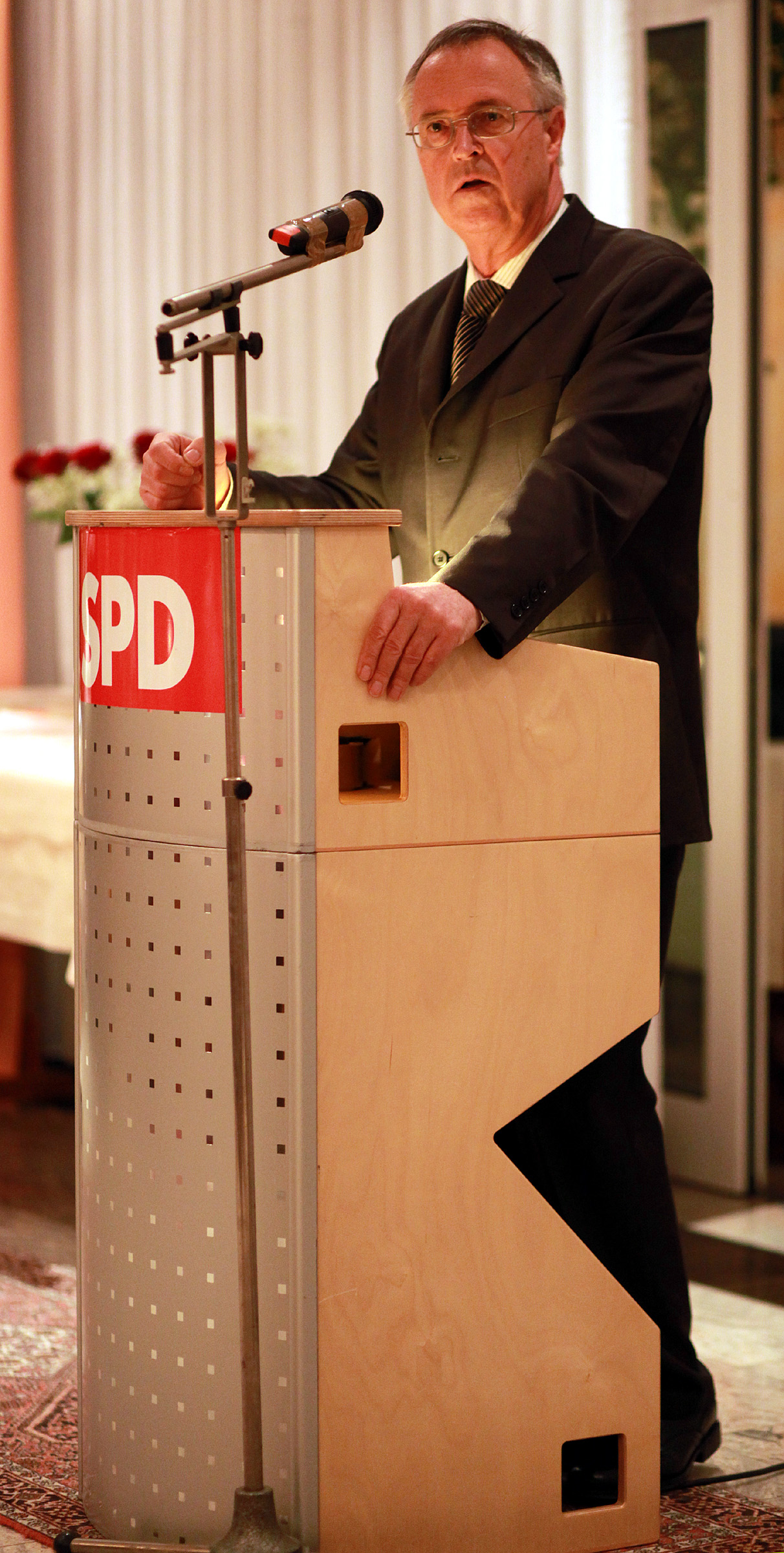
Hans Eichel (2010)

Seit 1964 ist Eichel Mitglied der SPD. 1969 wurde er in den Bundesvorstand der Jungsozialisten gewählt und war bis 1975 stellvertretender Bundesvorsitzender. Seit 1984 ist er Mitglied im Hessischen SPD-Landesvorstand. Von 1989 bis 2003 war er Landesvorsitzender der SPD Hessen. Von 1991 bis 2005 gehörte er dem SPD-Bundesvorstand an. Von 1999 bis 2005 war er Mitglied im Präsidium der SPD.

## Abgeordneter
Von 1968 bis 1975 war Eichel Mitglied der Stadtverordnetenversammlung von Kassel und dort ab 1970 Vorsitzender der SPD-Fraktion. Zwischen den Jahren 1991 und 1999 war er Mitglied des Hessischen Landtages und von 2002 bis 2009 Mitglied des Deutschen Bundestages.
2002 zog Eichel über die Landesliste Hessen und 2005 mit 50,6 % der Erststimmen als direkt gewählter Abgeordneter des Wahlkreises Kassel in den Bundestag ein.

## Öffentliche Ämter

### Oberbürgermeister von 1975 bis 1991
Am 6. Oktober 1975 wurde er im Alter von nur 33 Jahren zum Oberbürgermeister von Kassel gewählt. In diesem Amt wurde er 1981 und 1987 bestätigt. In Ausübung dieses Amtes gehörte er auch dreimal dem Aufsichtsrat der weltweit bedeutendsten Reihe von Ausstellungen für zeitgenössische Kunst documenta an.

### Ministerpräsident von 1991 bis 1999

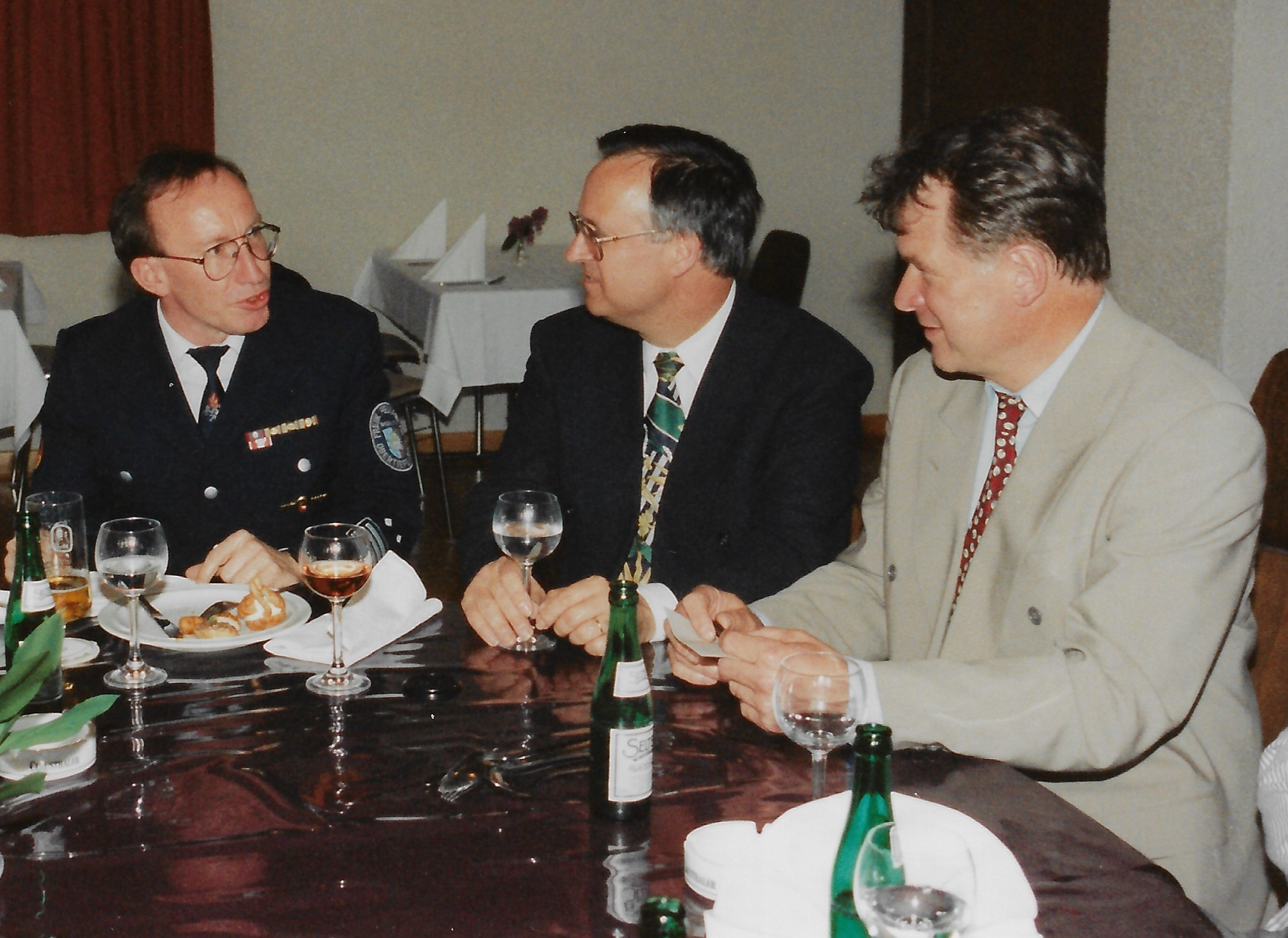
Hans Eichel beim Empfang in Limburg-Weilburg mit Franz-Josef Sehr und Manfred Fluck, 1994

Bei der Landtagswahl 1991 wurde die SPD mit 40,8 % der Stimmen und einem Vorsprung von 0,6 Prozentpunkten vor der CDU knapp die stärkste Partei und bildete daraufhin eine Koalition mit den Grünen. Eichel wurde daher am 5. April 1991 als Nachfolger von Walter Wallmann (CDU) zum Ministerpräsidenten von Hessen gewählt. Die „Dienstvilla-Affäre“ 1993 und die „Lotto-Affäre“ 1994 überstand Eichel trotz heftiger Kritik an angeblicher Vetternwirtschaft.
Bei der Landtagswahl 1995 fiel die SPD mit einem Ergebnis von 38,0 % zwar um 1,2 % der Stimmen hinter die CDU unter ihrem Spitzenkandidaten Manfred Kanther zurück; Hans Eichel konnte aber dank der erheblichen Stimmengewinne der Grünen die Koalitionsregierung weiterführen. Die Regierung unter Ministerpräsident Eichel war somit die erste rotgrüne Landesregierung, die im Amt bestätigt wurde und somit zwei volle Legislaturperioden im Amt blieb.
Bei der Landtagswahl 1999 schließlich konnte die rot-grüne Landesregierung ihre Mehrheit wegen starker Verluste der Grünen (−4,0 %) nicht halten. Auf der anderen Seite standen erhebliche Zugewinne seitens der CDU (+4,2 %) unter ihrem Spitzenkandidaten Roland Koch. Hans Eichel schied daher am 7. April 1999 aus dem Amt.
Er wurde am 1. November 1998 turnusmäßig für ein Jahr Bundesratspräsident. Nach Eichels Wechsel ins Bundeskabinett übernahm sein Nachfolger Roland Koch die Präsidentschaft des Bundesrats.

### Finanzminister 1999 bis 2005
Schon fünf Tage später trat Eichel am 12. April 1999 als Nachfolger des im März 1999 zurückgetretenen Oskar Lafontaine als Bundesminister der Finanzen in die von Bundeskanzler Gerhard Schröder geführte Bundesregierung ein. Seine Berufung wurde unter anderem von Finanzunternehmen begrüßt. Im Gegensatz zu Lafontaine galt er ihnen politisch als deutlich nahestehender und wirtschaftsfreundlicher. Von Eichel wurde eine neoliberale Finanzpolitik erwartet mit Steuersenkungen für Unternehmen, Einsparungen von Sozialausgaben und damit verbundene „schmerzliche Umstrukturierungen zum freien Markt“, so die Washington Post.
Im Mai 2000 führte er eine umfassende Steuerreform durch, die unter anderem eine deutliche Senkung der Unternehmenssteuer und Steuerbefreiung für den Verkauf von Aktienpaketen und Tochterunternehmen enthielt. Nach Regierungsaussage sollte dies der Ankurbelung der Wirtschaft dienen. Ebenso erließ Eichel mehrere Sparmaßnahmen für den Staatshaushalt. In der PR wurde Eichel deswegen als „Sparkommissar“ bezeichnet, es wurde ergänzend unter anderem ein Song über Eichel und eine Lifestyle-Geschichte für die Illustrierten entworfen. Der Begriff „Sparkommissar“ wurde bekannt, fand auch in vielen Medien Verwendung. Durch Berichte in den Medien stiegen Eichels öffentliche Bekanntheit und mediale Beliebtheit deutlich an. Nach der Steuerreform kam es zu einem Einbruch der Einnahmen. Im Jahr 2000 nahm der deutsche Staat 23,6 Milliarden Euro Körperschaftsteuer von den Kapitalgesellschaften ein. Im Jahr nach der Steuerreform brachen diese Einnahmen vollkommen weg und per saldo mussten die Finanzämter stattdessen fast eine halbe Milliarde Euro an die Firmen auszahlen. Ebenso verschlechterte sich die wirtschaftliche Lage (z. B. steigende Arbeitslosenzahlen), die Staatsschulden stiegen stark an und Eichels medial geförderte Beliebtheit brach dadurch ab. Als Finanzminister versuchte Eichel ab 2003 außerdem, den Finanzplatz Deutschland durch eine Deregulierung der Eigenkapitalvorschriften bei Krediten zu fördern. Dazu ernannte er Jörg Asmussen zum Leiter der Abteilung für Nationale und Internationale Finanzmarkt- und Währungspolitik, unter dessen „geistige[r] Schirmherrschaft und tätiger Mithilfe“ die True Sale International GmbH gegründet wurde, eine Handelsplattform und Lobbyvereinigung für den Ausbau des deutschen Verbriefungsmarktes über forderungsbesicherte Wertpapiere.
Am 18. Oktober 2005, dem Tag der Konstituierung des 16. Deutschen Bundestages, wurde er gemeinsam mit den übrigen Bundesministern aus dem Amt entlassen und gleichzeitig von Bundespräsident Horst Köhler mit der Wahrnehmung der Geschäfte bis zur Bildung einer neuen Bundesregierung beauftragt. Nach der Wahl von Angela Merkel zur Bundeskanzlerin schied er am 22. November 2005 endgültig aus dem Amt.

### Deutsche Gesellschaft für die Vereinten Nationen
Eichel ist Mitglied des Präsidiums der Deutschen Gesellschaft für die Vereinten Nationen.

### Positionen zur Außen- und Sicherheitspolitik
Im Juni 2025 gehörte Hans Eichel zu den Erstunterzeichnern eines SPD-internen so genannten Manifests, in dem ein grundlegender Wandel in der deutschen Sicherheits- und Außenpolitik gefordert wird. In dem Papier wird der Aufwuchs der Bundeswehr kritisiert und Friedensgespräche mit der russischen Staatsführung gefordert.

## Kabinette
- Kabinett Schröder I – Kabinett Schröder II
- Kabinett Eichel I – Kabinett Eichel II

## Sonstiges
Eichel klagte vor Gerichten um eine höhere Pension. Für Aufsehen sorgte 2011 ein Verfahren vor dem Bundesverwaltungsgericht (BVerwG), bei dem er von der Stadt Kassel für seine Zeit als Beamter und Oberbürgermeister (1975 bis 1991) ein Ruhegehalt verlangte. Zum Zeitpunkt der Klage erhielt er als ehemaliger Bundesfinanzminister 7.100 Euro monatlich als Pension. Das BVerwG wies im November 2011 seine Klage mit der Begründung zurück, seine derzeitige Ministerpension sei „amtsangemessen“. Das Gericht führte aus, die Stadt Kassel brauche ihm zur „Vermeidung einer Überversorgung“ keine Pension zu zahlen. Hätte die Klage Erfolg gehabt, so hätte er schließlich 6.350 Euro mehr im Monat erhalten, also insgesamt etwa 14.500 Euro. Der Steuerzahlerbund bezeichnete Eichels Mehrfachansprüche als ein gutes Beispiel dafür, „wie absurd und unübersichtlich das derzeitige Versorgungssystem in Deutschland ist“.
Eichel ist Ehrenmitglied des Reichsbanners Schwarz-Rot-Gold, Bund aktiver Demokraten e. V.

## Ehrungen
- 2013: Adam-Smith-Preis für marktwirtschaftliche Umweltpolitik[18]

## Publikationen
- (Hrsg.) 60 Jahre documenta. Die lokale Geschichte einer Globalisierung, B&S Siebenhaar Verlag, Berlin 2015, ISBN 978-3-943132-40-3